# Wasilij Szyszkin
Wasilij Iwanowicz Szyszkin (ros. Василий Иванович Шишкин, ur. 31 stycznia?/13 lutego 1914 we wsi Biełoje w rejonie dałmatowskim w obwodzie kurgańskim, zm. 22 listopada 1992 w Kijowie) – radziecki lotnik wojskowy, pułkownik, Bohater Związku Radzieckiego (1942).

## Życiorys
Urodził się w rodzinie chłopskiej. Po ukończeniu szkoły pracował w kołchozie, później przeniósł się do Swierdłowska, gdzie w 1931 został skierowany przez obwodowy komitet Komsomołu do wojskowej szkoły techników lotniczych w Permie, po ukończeniu której pracował jako technik lotniczy. Później uczył się w wojskowej szkole lotniczej w Borisoglebsku, 1936-1941 służył w brygadzie lotniczej w Kijowie, w 1938 został członkiem WKP(b), od czerwca 1941 uczestniczył w wojnie z Niemcami. Objął dowództwo 43 eskadry pułku lotnictwa myśliwskiego 16 Dywizji Lotniczej 21 Armii Frontu Południowo-Zachodniego w stopniu kapitana, 30 stycznia 1942 został przedstawiony do odznaczenia Złotą Gwiazdą Bohatera Związku Radzieckiego. Latem 1942 podczas bitwy pod Stalingradem został dowódcą 43 pułku myśliwskiego, w 1943 brał udział w bitwie pod Kurskiem, później walczył na 1 Froncie Białoruskim. Wykonał 520 lotów bojowych i strącił 30 samolotów wroga. Po wojnie nadal służył w armii, w 1950 ukończył wyższe kursy oficerskie, w 1956 został zwolniony do rezerwy w stopniu pułkownika, mieszkał w Kijowie. W Dałmatowie jego imieniem nazwano ulicę.

## Odznaczenia
- Złota Gwiazda Bohatera Związku Radzieckiego (27 marca 1942)[1]
- Order Lenina (dwukrotnie)
- Order Czerwonego Sztandaru (pięciokrotnie)
- Order Suworowa III klasy
- Order Wojny Ojczyźnianej I klasy
- Order Czerwonej Gwiazdy

I wiele medali.